# (5164) Mullo
(5164) Mullo ist ein Asteroid des äußeren Hauptgürtels, der am 20. November 1984 vom französischen Astronomen Christian Pollas am Observatoire de Calern (IAU-Code 010) nördlich der Stadt Grasse entdeckt wurde.
Der Asteroid wurde nach der gallischen Gottheit Mullo benannt.